# استسلام فيتنبرغ

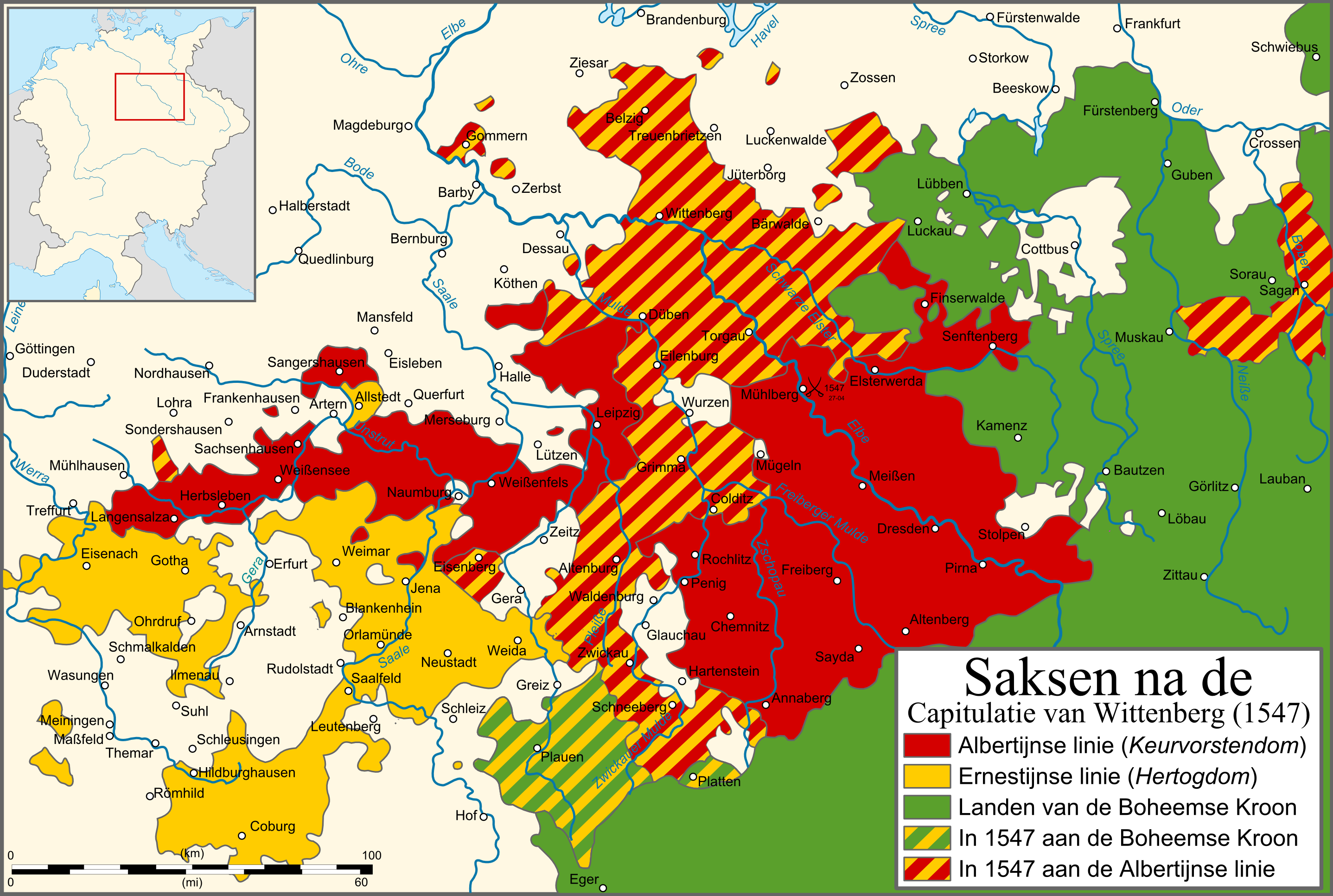
تغييرات الإقليمية بين دوقية ساكسونيا "آل الألبرتي" (بالأحمر)، وانتخابية ساكسونيا "آل الإرنستي" (بالأصفر)، ومملكة بوهيميا (بالأخضر) بعد 1547.

استسلام فيتنبرغ (بالألمانية: Wittenberger Kapitulation)؛ هي معاهدة أُبرمت في 19 مايو 1547 بحيث أُجبر بموجبها يوهان فريدرش الأول ناخب ساكسونيا على تخلي عن لقب الناخب، تم تمرير انتخابية ساكسونيا ومعظم أراضيه بما في ذلك فيتنبرغ من فرع الإرنستي الأكبر إلى فرع الأصغر الألبرتي من أسرة فيتن.
كانت قد أصبحت فيتنبرغ محور الإصلاح البروتستانتي، ففي عام 1517 قام مارتن لوثر بتثبيت أطروحاته الـ 95 ضد صكوك الغفران على باب كنيسة القلعة في فيتنبرغ، وهو العمل أدى إلى الافتتاح الإصلاح. وفي عام 1520 أحرق المرسوم البابوي الذي يدينه، وفي عام 1534 طُبع هناك أول كتاب مقدس لوثري، وكل هذا كان ناخب ساكسونيا الراعي الأكثر أهمية للإصلاح اللوثري.
في عام 1547 استولى الإمبراطور شارلكان بمساعدة دوق ألبا على فيتنبرغ بعد معركة موهلبرغ حيث تم أسر يوهان فريدرش الأول، وبعدها ترأس دوق ألبا محكمة عسكرية وحكم على يوهان فريدرش بالإعدام، لإنقاذ حياته أقر الناخب بهزيمته وتسليمه لفيتنبرغ والاستقالة من حكومة بلاده لصالح قريبه موريس دوق ساكسونيا، وبعد ذلك تم تخفيف عقوبته إلى السجن مدى الحياة، تم إنقاذه في 1 سبتمبر 1552، وعاد إلى ساكسونيا في مسيرة المنتصرين، ونقل مقر بلاطه إلى فايمار.
بعد عام 1547 تراجعت أهمية مدينة فيتنبرغ عندما حلت محلها مدينة دريسدن مقر إقامة دوقات الألبرتيين كعاصمة ساكسونيا.